# Illa de Gal·les
Illa de Gal·les (Inuktitut: Shartoo) és una de les illes àrtiques canadenques deshabitades a la regió de Qikiqtaaluk de Nunavut. Situat a 1,5 km de la península de Melville, l'illa es troba a la badia de Committee, a l'oest del golf de Boothia. Té una superfície de 1.137 km².
Anomenada illa del Príncep de Gal·les per l'explorador escocès de l'Àrtida, el doctor John Rae, va ser posteriorment escurçada a illa de Gal·les.